# Colin Nish
Colin Nish (Edinburgh, 7 maart 1981) is een Schotse voetballer (aanvaller) die sinds 2011 voor de Engelse derdeklasser Hartlepool United FC uitkomt. Voordien speelde hij onder meer voor Dunfermline Athletic FC, Kilmarnock FC en Hibernian FC.